# Rana pretiosa
Rana pretiosa är en groddjursart som beskrevs av Baird och Girard 1853. Rana pretiosa ingår i släktet Rana och familjen egentliga grodor. IUCN kategoriserar arten globalt som sårbar. Inga underarter finns listade i Catalogue of Life.
Denna groda kan ha en rödbrun till tydlig gul grundfärg. På ovansidan förekommer hos flera exemplar några eller många avrundade svarta fläckar. Arten har en gulgrå undersida och där saknas svarta fläckar men inslag av gråbrun kan finnas. Typiskt är en stor rosa fläck på buken som liknar ett U i formen samt extremiteternas insida som är likaså rosa. En otydlig ljus streck går på varje sida från ögat till axeln. Rana pretiosa har gul regnbågshinna. Huden känns grov.
Arten förekommer med flera från varandra skilda populationer i västra Nordamerika från British Columbia (Kanada) till norra Kalifornien. Den vistas i låglandet och i låga bergstrakter upp till 1570 meter över havet.
Rana pretiosa hittas nästan alltid i eller nära vattnet, bland annat vid vattendrag, insjöar, dammar eller översvämmade områden som liknar marskland. Ibland besöks angränsande gräsmarker, skogar eller buskskogar. Äggen läggs mellan mars och april i stående vatten. Som övervintringsplatser är ansamlingar av slam kända. Under soliga vinterdagar kan arten vara aktiv. Grodynglens utveckling till den färdiga grodan varar fram till början av hösten. Enligt uppskattningar infaller könsmognaden efter fyra år.
Denna groda äter smärre fiskar.